# TD Waterhouse Cup 2002
Il TD Waterhouse Cup 2002  è stato un torneo di tennis giocato sul cemento. È stata la 22ª edizione del TD Waterhouse Cup, che fa parte della categoria International Series nell'ambito dell'ATP Tour 2002.  Il torneo si è giocato a Long Island negli USA, dal 19 al 25 agosto 2002.

## Campioni

### Singolare maschile
Paradorn Srichaphan ha battuto in finale  Juan Ignacio Chela con il punteggio di 5–7, 6–2, 6–2

### Doppio maschile
Mahesh Bhupathi /  Mike Bryan hanno battuto in finale  Petr Pála /  Pavel Vízner con il punteggio di 6–3, 6–4